# Villécloye
Villécloye is een gemeente in het Franse departement Meuse (regio Grand Est) en telt 226 inwoners (1999). De plaats maakt deel uit van het arrondissement Verdun. Het plaatsje ligt aan de Othain.

## Geografie
| Aangrenzende gemeenten | Aangrenzende gemeenten | Aangrenzende gemeenten | Aangrenzende gemeenten | Aangrenzende gemeenten |
| ---------------------- | ---------------------- | ---------------------- | ---------------------- | ---------------------- |
|                        |                        | Verneuil-Grand         |                        |                        |
|                        |                        |                        |                        |                        |
| Montmédy               | Velosnes               |                        |                        |                        |
|                        |                        |                        |                        |                        |
|                        |                        | Bazeilles-sur-Othain   |                        |                        |

De onderstaande kaart toont de ligging van Villécloye met de belangrijkste infrastructuur en aangrenzende gemeenten.

## Demografie
Onderstaande figuur toont het verloop van het inwonertal (bron: INSEE-tellingen).